# Урюнг-Улах (река)
Урюнг-Улах (также Юрюнг-Уулаах) — река на севере Якутии, правый приток Хромы.

## Общие сведения
Вытекает из заболоченной местности у побережья одноимённого озера на высоте 15 м над уровнем моря. Течёт преимущественно в восточном направлении по территории Усть-Янского и Аллаиховского улусов. Устье реки Урюнг-Улах находится в 9,4 км по правому берегу реки Хромы (протоки Тюлях). Перед впадением в Хрому протекает через озеро Усун-Улах-Тубата. Длина реки составляет 314 км. Площадь водосборного бассейна — 6210 км². Водоток значительно меандрирует. Ширина реки перед впадением в Усун-Улах-Тубата составляет 90 м при глубине 2 м, в среднем течении ширина около 30-40 м. Скорость течения — 0,3 м/с. Питание снеговое и дождевое.
Имеет следующие поименованные притоки:
- правые — Сян, Хос
- левые — Тебюлех, Абасылах-Сянэ, Усун-Кюель-Сяне

## Данные водного реестра
По данным государственного водного реестра России и геоинформационной системы водохозяйственного районирования территории РФ, подготовленной Федеральным агентством водных ресурсов:
- Бассейновый округ — Ленский
- Речной бассейн — Индигирка
- Речной подбассейн — нет
- Водохозяйственный участок — Реки бассейна Восточно-Сибирского моря от мыса Святой Нос на западе до границы бассейна реки Индигирка на востоке